# Championnat de Serbie-et-Monténégro de football 2002-2003
Navigation
Saison précédente Saison suivante
La saison 2002-2003 du Championnat de Serbie-et-Monténégro de football était la toute première édition du championnat national de première division de Serbie-et-Monténégro. Le changement de nom du pays (de Yougoslavie à Serbie-et-Monténégro) a d'ailleurs eu lieu durant la compétition, en février 2003. Les dix-huit meilleurs clubs du pays affrontent leurs adversaires deux fois, une fois à domicile et une fois à l'extérieur. En fin de saison, les 6 derniers du classement sont relégués en 2e division et sont remplacés par les 4 meilleurs clubs de D2.
C'est le club du FK Partizan Belgrade qui remporte cette première édition, en terminant en tête du classement, loin devant l'Étoile Rouge de Belgrade, deuxième à 19 points. L'OFK Belgrade complète le podium, à 26 points du Partizan. C'est le premier titre de champion de Serbie-et-Monténégro du club, qui a déjà gagné 17 fois le titre de champion de Yougoslavie.

## Les 18 clubs participants
| - FK Partizan Belgrade - OFK Belgrade - Étoile rouge de Belgrade - FK Vojvodina Novi Sad - FK Sutjeska Nikšić - Obilic Belgrade - FK Zeleznik Belgrade - Hajduk-Rodic MB Kula - FC Smederevo | - FK Radnički Obrenovac - Promu de D2 - FK Čukarički Stankom - FK Radnički Niš - Promu de D2 - FK Javor Ivanjica - Promu de D2 - FK Mogren Budva - Promu de D2 - FK Rad Belgrade - FK Zemun - Zeta Golubovci - FK Rudar Pljevlja |

## Compétition

### Classement
Le barème utilisé pour établir le classement est le suivant :
- Victoire : 3 points
- Match nul : 1 point
- Défaite : 0 point

| Rang | Équipe                   | Pts | J  | G  | N  | P  | Bp | Bc | Diff |
| ---- | ------------------------ | --- | -- | -- | -- | -- | -- | -- | ---- |
| 1    | FK Partizan Belgrade     | 89  | 34 | 29 | 2  | 3  | 88 | 36 | +52  |
| 2    | Étoile Rouge de Belgrade | 70  | 34 | 21 | 7  | 6  | 68 | 26 | +42  |
| 3    | OFK Belgrade             | 63  | 34 | 19 | 6  | 9  | 57 | 36 | +21  |
| 4    | FK Sutjeska Niksic       | 62  | 34 | 19 | 5  | 10 | 43 | 32 | +11  |
| 5    | FK Zeleznik Belgrade     | 62  | 34 | 18 | 8  | 8  | 56 | 37 | +19  |
| 6    | FK Vojvodina Novi Sad    | 56  | 34 | 17 | 5  | 12 | 48 | 36 | +12  |
| 7    | Obilic Belgrade          | 51  | 34 | 14 | 9  | 11 | 45 | 35 | +10  |
| 8    | Zeta Golubovci           | 51  | 34 | 15 | 6  | 13 | 51 | 43 | +8   |
| 9    | Hajduk-Rodic MB Kula     | 48  | 34 | 13 | 9  | 12 | 39 | 29 | +10  |
| 10   | FK Zemun                 | 47  | 34 | 13 | 8  | 13 | 42 | 39 | +3   |
| 11   | FC Smederevo (C)         | 45  | 34 | 10 | 15 | 9  | 44 | 44 | 0    |
| 12   | FK Radnički Obrenovac    | 44  | 34 | 11 | 11 | 12 | 35 | 41 | -6   |
| 13   | FK Rad Belgrade          | 43  | 34 | 11 | 10 | 13 | 39 | 43 | -4   |
| 14   | FK Čukarički Stankom     | 37  | 34 | 10 | 7  | 17 | 42 | 56 | -14  |
| 15   | Javor Ivanjica           | 34  | 34 | 9  | 7  | 18 | 21 | 44 | -23  |
| 16   | FK Mogren Budva          | 21  | 34 | 5  | 6  | 23 | 33 | 76 | -43  |
| 17   | FK Rudar Pljevlja        | 18  | 34 | 4  | 6  | 24 | 19 | 62 | -43  |
| 18   | FK Radnički Niš          | 10  | 34 | 2  | 5  | 27 | 23 | 78 | -55  |

|  | Qualification pour la Ligue des clubs champions 2003-2004                                                  |
|  | Qualification pour la Coupe UEFA 2003-2004                                                                 |
|  | Qualification pour la Coupe Intertoto 2003                                                                 |
|  | Relégation en Prva Liga                                                                                    |
|  | (T) : Tenant du titre (C) : Vainqueur de la Coupe de Serbie-et-Monténégro (P) : Promu de deuxième division |

## Bilan de la saison
| Championnat de Serbie-et-Monténégro de football 2002-2003      | |
| Champion                                                       | FK Partizan Belgrade (1er titre)                                                                      |
| Coupes et trophées                                             | |
| Vainqueur de la Coupe de Serbie-et-Monténégro 2002-2003        | FC Smederevo                                                                                          |
| Qualifications continentales                                   | |
| Ligue des clubs champions 2003-2004 (2e tour de qualification) | FK Partizan Belgrade                                                                                  |
| Coupe UEFA 2003-2004                                           | Étoile rouge de Belgrade                                                                              |
| Coupe UEFA 2003-2004                                           | FC Smederevo                                                                                          |
| Coupe Intertoto 2003                                           | FK Sutjeska Niksic                                                                                    |
| Promotions et relégations                                      | |
| Promus en First League                                         | Buducnost Banacki Dvor Napredak Krusevac Borac Cacak Kom Zlatica                                      |
| Relégués en Prva Liga                                          | FK Rad Belgrade FK Čukarički Stankom Javor Ivanjica FK Mogren Budva FK Rudar Pljevlja FK Radnicki Nis |